# Christmas Holiday
Christmas Holiday is een film noir uit 1944 onder regie van Robert Siodmak. Het scenario is gebaseerd op de gelijknamige roman uit 1939 van W. Somerset Maugham.

## Verhaal
Charles Mason is een jonge luitenant in het leger. Hij was van plan in zijn vakantie naar San Francisco te gaan om zijn vriendin Mona op te zoeken. Vlak voor zijn vertrek krijgt hij echter een telegram van haar, waarin staat dat ze inmiddels is getrouwd met een andere man. Zijn vrienden raden hem aan niet weg te gaan, maar Charles besluit alsnog naar San Francisco te vliegen. Het vliegtuig moet echter door slecht weer een noodlanding maken in New Orleans. Hij zoekt hier een hotel op en drinkt zijn verdriet weg in de bijbehorende bar. Daar wordt hij overtuigd mee te gaan naar een bordeel.
Eenmaal aangekomen, ontmoet hij de zangeres Jackie Lamont. Hij komt haar later opnieuw tegen in een kerk. Hij merkt op hoe ongelukkig ze is en neemt haar mee uit eten. Ze vertelt hem bij het diner dat haar echte naam Abigail Martin is en onthult dat haar echtgenoot de voor moord veroordeelde Robert Manette is. In terugblikken wordt voor de kijker haar relatie met hem beschreven. Ze ontmoeten elkaar bij een concert en worden onmiddellijk verliefd. Abigail denkt echter dat het verschil in standen hun ervan weerhoudt een relatie te hebben. Robert is namelijk een rijke aristocraat, terwijl Abigail een simpele dame uit de middenklasse is.
Robert beantwoordt echter haar liefde en ze krijgen al snel plannen om te trouwen. Na toestemming van zijn overbezorgde moeder, vindt een bruiloft plaats. De eerste zes maanden van hun huwelijk zijn gelukkig. Hierna komt Abigail er echter achter dat hij gokverslaafd is en een man heeft vermoord. Ze betrapt zijn moeder erop de sporen uit te wissen en weet niet wat ze moet doen. Na een bezoek van de politie begint ze haar man te ondervragen. Hij is hier niet van gediend en begint gewelddadig te worden. Hij dwingt haar een valse verklaring aan de agenten af te leggen. Niet veel later wordt Robert gearresteerd. Zijn moeder verwijt Abigail ervan niet klaar te staan voor haar echtgenoot. Wanneer Robert schuldig wordt bevonden aan de moord, geeft ze de schuld van de veroordeling aan Abigail.
De film springt op dat moment weer terug naar Abigails gesprek met Charles. Na zijn vertrek keert zij terug naar het bordeel. Op dat moment komt het nieuws dat Robert uit de gevangenis is ontsnapt. Hij houdt zich schuil in het bordeel en houdt Abigail onder schot. Ze vertelt hem dat ze nog altijd van hem houdt en niet zonder hem kan leven. Hij kan echter niet leven met het idee dat ze een prostituee is en dreigt haar dood te schieten. Een politieagent ziet hem echter en schiet Robert dood.

## Rolverdeling
| Acteur           | Personage               |
| ---------------- | ----------------------- |
| Deanna Durbin    | Abigail Martin          |
| Gene Kelly       | Robert Manette          |
| Richard Whorf    | Simon Fenimore          |
| Dean Harens      | Luitenant Charles Mason |
| Gladys George    | Valerie de Merode       |
| Gale Sondergaard | Mevrouw Monette         |
| David Bruce      | Gerald Tyler            |

## Achtergrond
De filmrechten van het boek werden in maart 1943 gekocht door Universal Studios. Op 29 september 1943 werd bevestigd dat Durbin de hoofdrol zou vertolken. Hierbij stond vermeld dat het de eerste rol is die niet speciaal voor haar werd geschreven. Niet veel later kreeg Kelly de mannelijke hoofdrol. Hij werd hiervoor uitgeleend aan de studio, omdat hij eigenlijk onder contract stond bij Metro-Goldwyn-Mayer. De opnames gingen van start op 23 november 1943 en werden beëindigd in maart 1944. Hoewel het in tegenstelling tot de meeste films met Durbin geen muziekfilm is, zingt ze wel drie nummers in de film.
De film werd destijds een groot succes in Amerika en bracht meer dan 2 miljoen dollar op. Durbin, die het imago had van een brave jongedame, kreeg veel kritiek voor het spelen van een "misplaatste rol". Ook Kelly kreeg weinig lof. Een criticus schreef dat hij de kijker verwart met de vertolking van een schurk. Ondanks de kritiek werd de film genomineerd voor een Oscar in de categorie "Beste Muziek".